# Aouguenz
Aouguenz (franska: Aouguenz (CR), Aouguenz (Commune Rurale), arabiska: أوكنز) är en kommun i Marocko.   Den ligger i provinsen Chtouka-Aït Baha och regionen Souss-Massa, i den centrala delen av landet, 500 km söder om huvudstaden Rabat. Antalet invånare är 5 863.